# Рейкьянес

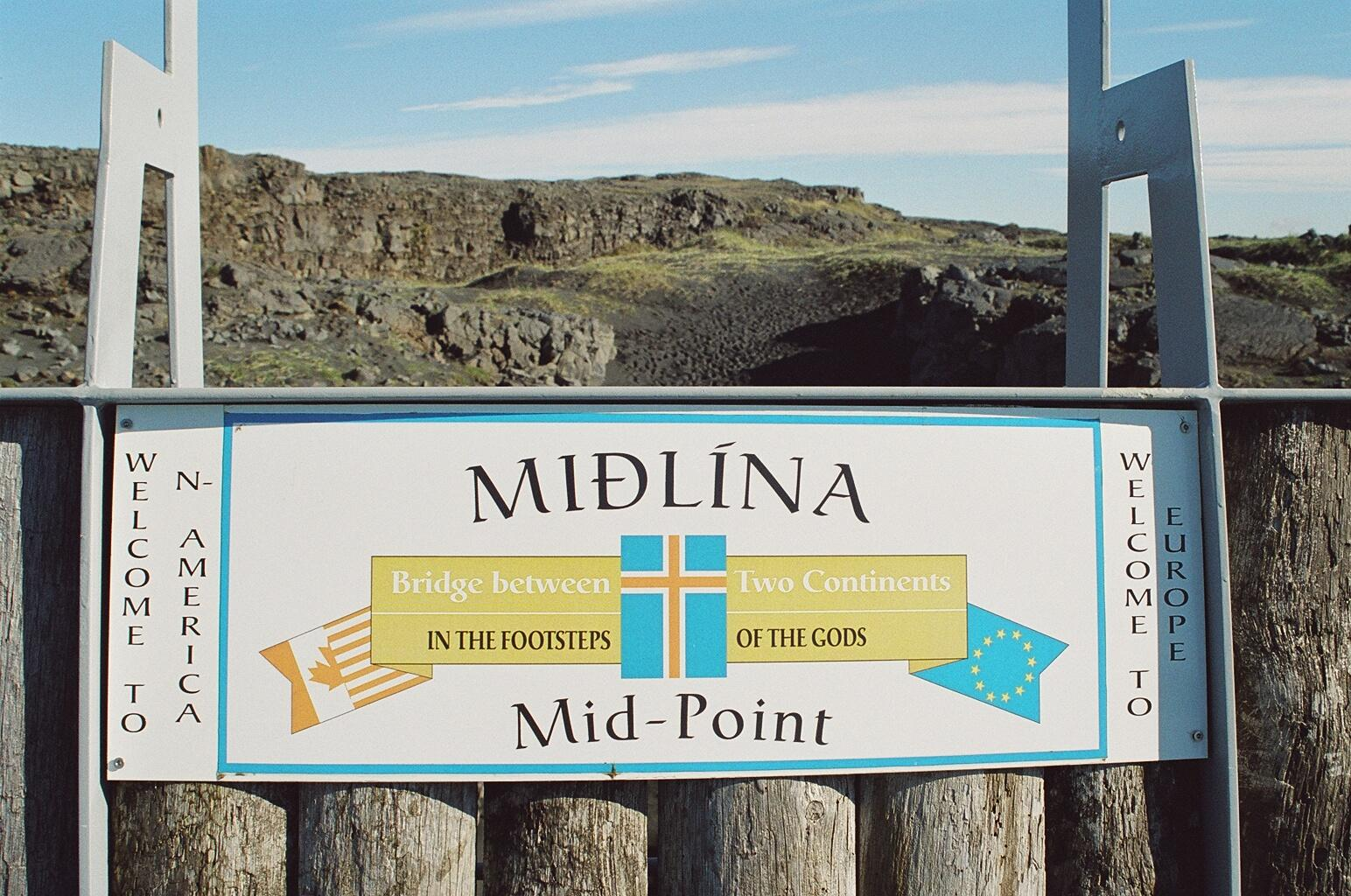
Мост континентов

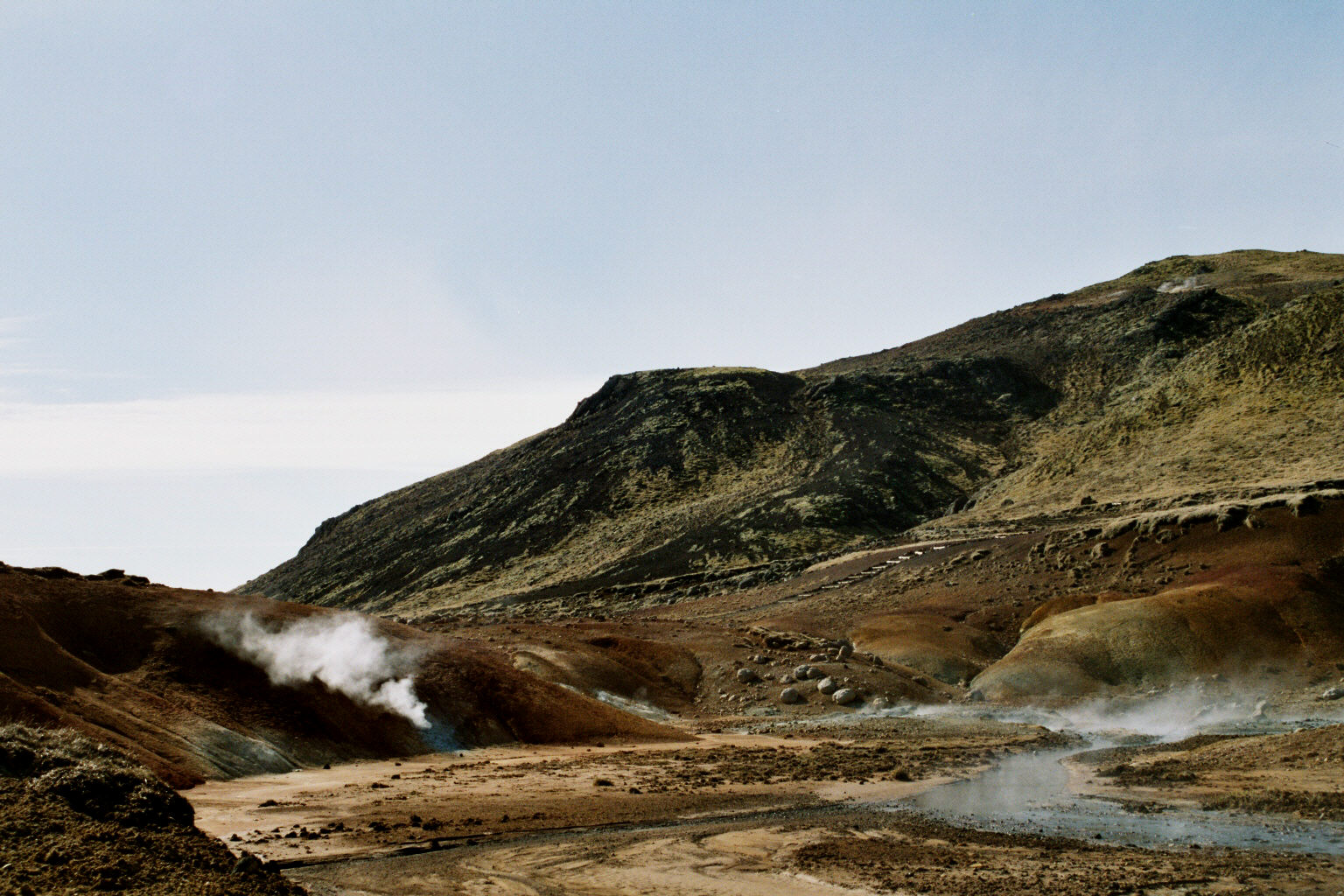
Крисувик

Ре́йкьянес (исл. Reykjanesskagi; от Reykjanes — «мыс дымов») — полуостров в Исландии.
Полуостров расположен в юго-западной части Исландии и представляет территорию в форме сапога, уходящую в сторону Атлантического океана, покрытую обширными полями застывшей лавы, покрытой кое-где растительностью.
Для Рейкьянеса характерна активная вулканическая деятельность, так как через полуостров и далее через остров Исландию проходит линия Срединно-Атлантического хребта. Соответственно лежащая к юго-западу от Исландии, в Атлантическом океане, часть хребта носит название «хребет Рейкьянес».
На полуострове находится несколько горно-вулканических систем — Рейкьянес, Свартсенги, Крисювик, Бренистейнсфьол, Хенгиль (с запада на восток). Проявления активного вулканизма можно наблюдать на Крисувике, у озера Клейварватн. Необходимо также упомянуть геотермальный источник Гуннухвер, расположенный в центре области геотермальной активности Рейкъянес — где постоянно появляются новые горячие источники. Энергию этих высокотемпературных источников используют как на геотермальных электростанциях (например, в Свартсенги), так и в бассейнах и саунах, в лечебных целях. В результате дрейфа континентов на территории полуострова образовалась трещина, через которую переброшен так называемый «Мост континентов», соединяющий евразийскую платформу с североамериканской.
Полуостров находится вблизи столицы страны Рейкьявик и весьма плотно заселён. На полуострове расположены города Кеблавик (с международным аэропортом), Гриндавик, Ньярдвик и Хафнир.